# Bhutanesiska köket
Bhutanesiska köket, dzongkha འབྲུག་ཟས་; wylie brug-zas, är den matkultur och de mattraditioner som finns i Bhutan. Det består till stor del av rätter med rött ris, som påminner om råris, men med en nötig smak och som är den enda typ av ris som går att odla på hög höjd. Bovete är också vanligt till rätterna och majs har blivit alltmer vanligt på det bhutanesiska matbordet.
Bovete äts framför allt i centrala Bhutan, distriktet Bumthang. I de östra distrikten är majs vanligt förekommande och puta (vetenudlar) är basdiet. I hela Bhutan äts stora mängder ris, fem kilo per vecka är en vanlig konsumtion. Mathållningen i bergen omfattar kyckling, jak-kött, torkat nötkött, fläskkött och lamm- och fårkött. Soppor och stuvningar på kött, ris, vissa typer av ormbunksväxter, linser, torkade grönsaker, smaksatta med chilipeppar och ost, är favoriter under den kalla årstiden.
I de östra delarna av Bhutan är basdieten puta, vilket är vete nudlar. I de södra delarna äter man t.ex. Thukpa, som är en gröt man brukar äta till frukost.

## Traditionella rätter
Ema datshi är en kryddig rätt med grön chilipeppar i smältostsås, som är att betrakta som nationalrätt för att den är så vanlig på det bhutanesiska matbordet och också ses på med viss stolthet. Den äts med ris.
Zow shungo är en risrätt med överblivna grönsaker, ungefär som en pyttipanna utan kött.
Jasha maru är en rätt med mald kyckling och tomater och jasha tshoem är bhutanesisk currykyckling.
Phaksha paa är torkat fläskkött med chilipeppar, kryddor och grönsaker, bland annat majrova, bladgrönsaker och rädisor; thukpa är ett slags nudelsoppa, bathup och uppstekt ris.
Ost som är gjord på komjölk kallas datshi och äts sällan rå, utan nästan undantagslöst i såser. Zoedoe är en annan typ av ost, som tillverkas i de östra distrikten och är ingrediens i soppor. Zoedoe har en stark lukt och är vanligen grön i färgtonen. Västerländska ostar ingår också i köket, framför allt Cheddar och Gouda.
Populära som sidorätter är momo, ett slags bhutanesisk klimp, shakam eezay, khabzey, sha phalay (ett slags pirog med biffkött och kål), juma (bhutanesiska korvar marinerade i kryddor) och nudlar. Bhutanska restauranger erbjuder kinesisk, nepalesisk, tibetansk och indisk mat, och på senare år har också koreanska restauranger öppnat som ett led i landets intresse för koreansk populärkultur.
Mejeriprodukter, speciellt smör och ost från jakar och kor är också populärt och nästan all mjölk blir till smör och ost.

## Drycker och kryddor
Populära drycker är suja (ett te som innehåller jakmjölk), ngaja (te med komjölk), svart te, lokalt bryggd ara (ett risvin som också kan bryggas på majs) och öl.
Vanliga kryddor i det bhutanesiska köket är curry, kardemumma, ingefära, thingay (sichuanpeppar), vitlök, gurkmeja och kummin.

## Etikett
Den som blir bjuden på mat svarar gärna meshu meshu, och täcker munnen med händerna i en nekande gest, men ger sedan med sig vid ett andra eller tredje erbjudande.

## Bildgalleri

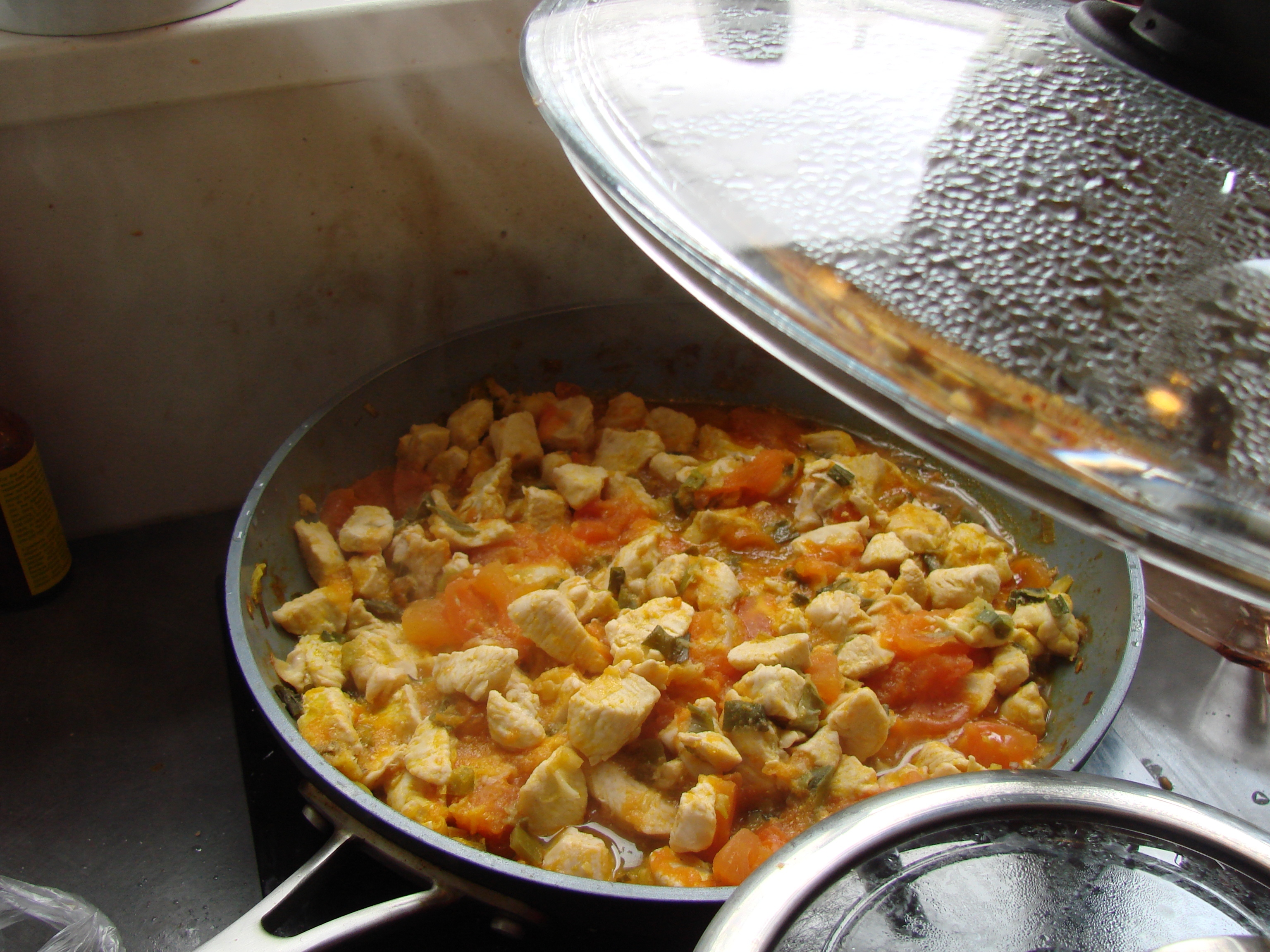
Jasha maru, med mald kyckling och tomater.
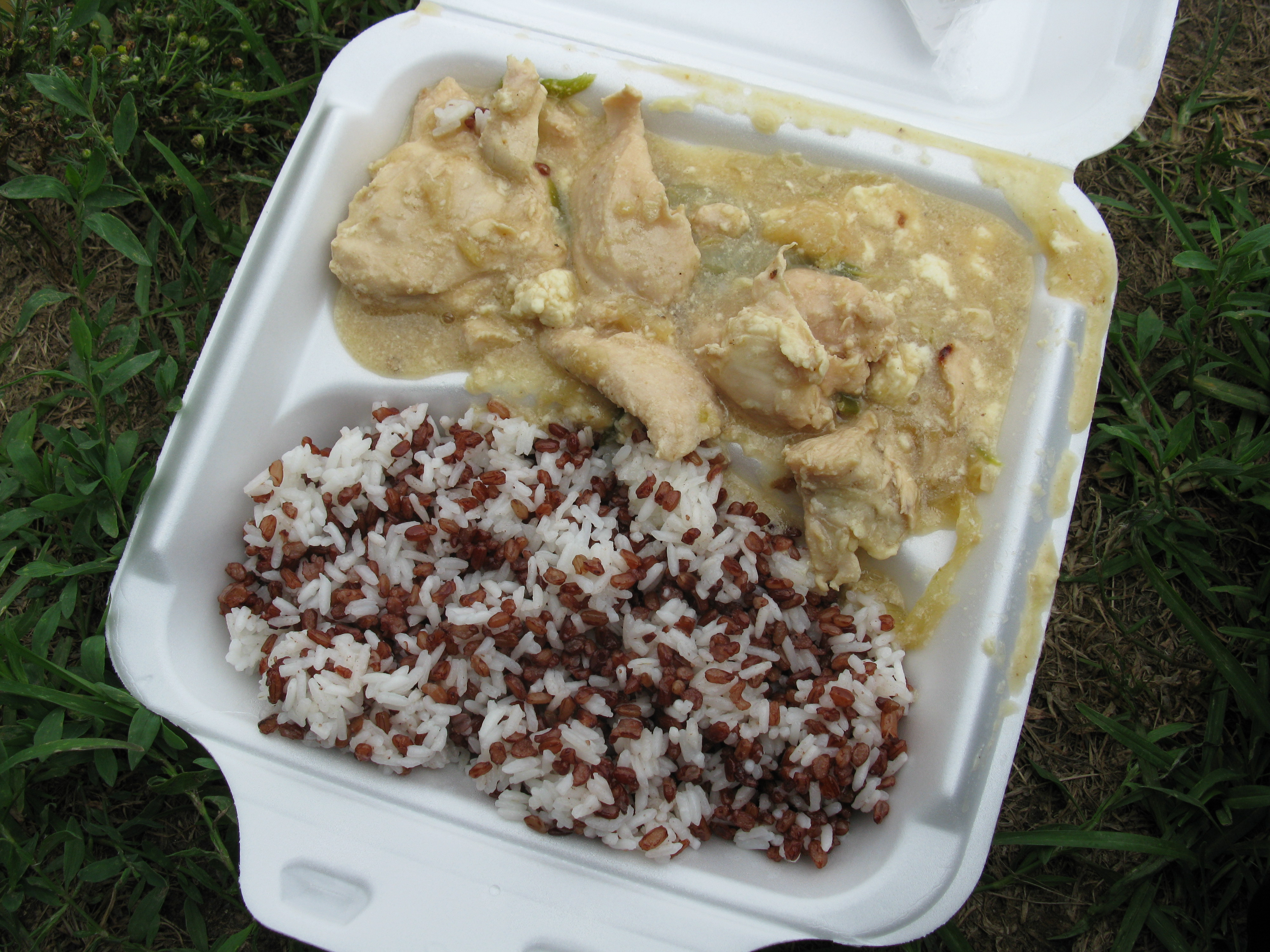
Jasha tshoem, bhutanesisk currykyckling.
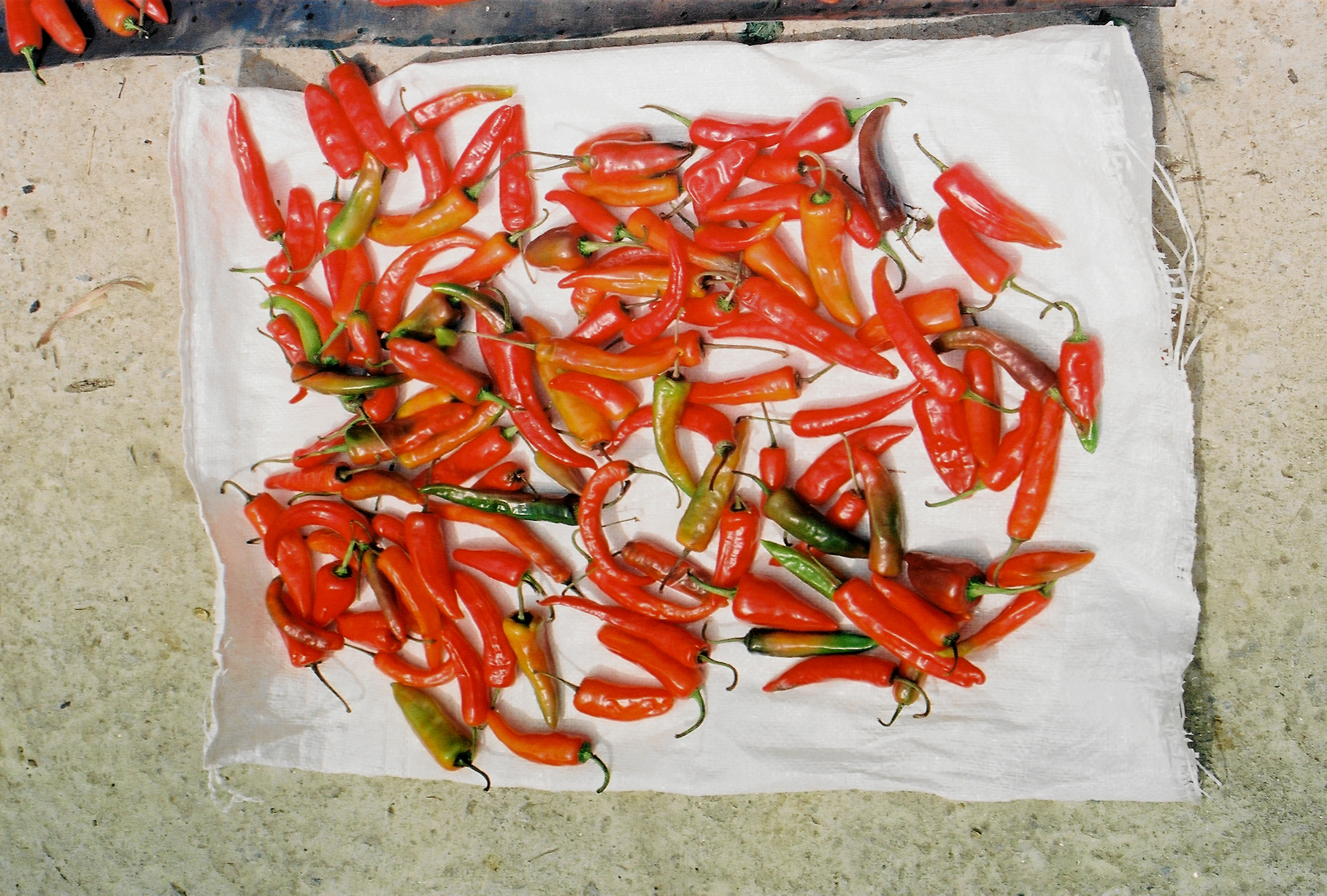
Bhutanesisk chilipeppar vid marknaden i Thimphu.
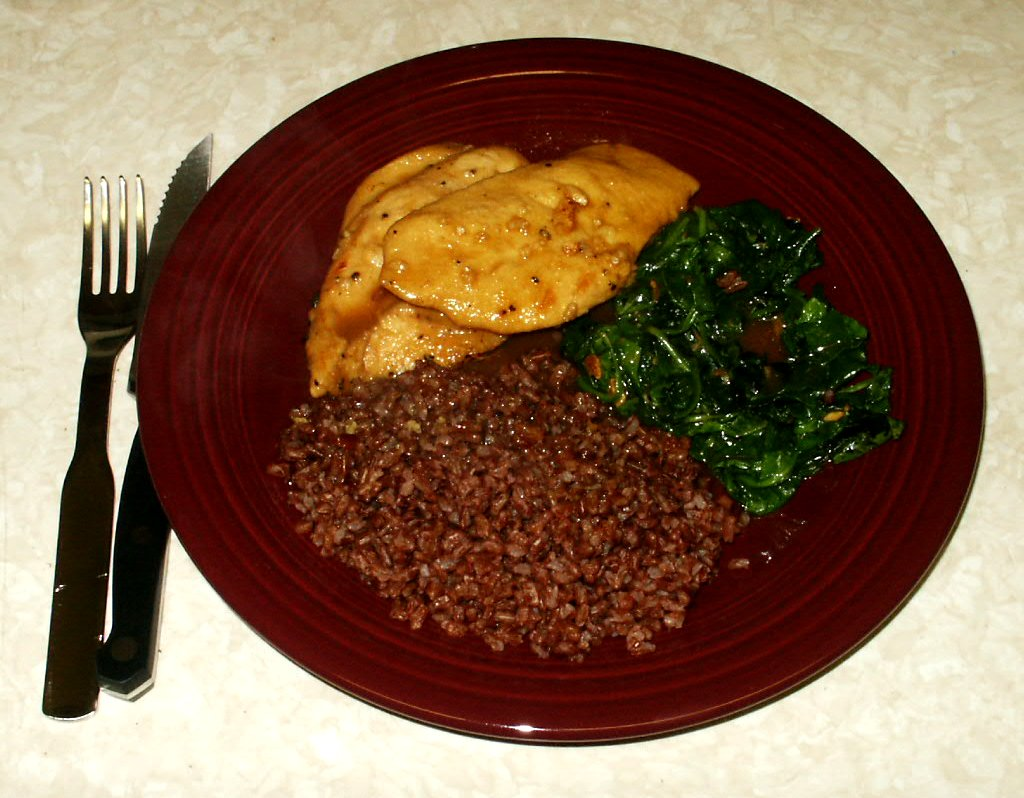
En traditionell rätt med citronkyckling, spenat och bhutanesiskt rött ris.